# José Antonio Picón Sedano
José Antonio Picón Sedano (Santander, 13 de març de 1988) és un futbolista càntabre, que ocupa la posició de defensa.
Sorgeix de les categories inferiors del Racing de Santander. El 23 d'abril de 2009 debuta a primera divisió amb els racinguistes, en partit contra l'Atlètic de Madrid.
Des de la temporada 2012-13 juga a les files del Club Esportiu Atlètic Balears.